# Man van goud
Man van goud is een hoorspelserie naar het boek The Melting Man (1968) van Victor Canning. De AVRO zond ze uit vanaf dinsdag 14 november 1972. De vertaling was van Nick Funke-Bordewijk, de regie van Hero Muller.

## Delen
- Deel 1 (duur: 36 minuten)
- Deel 2 (duur: 31 minuten)
- Deel 3 (duur: 39 minuten)
- Deel 4 (duur: 43 minuten)
- Deel 5 (duur: 37 minuten)
- Deel 6 (duur: 29 minuten)

## Rolbezetting
- Bob Verstraete (Rex Carver)
- Fé Sciarone (Wilkins)
- Brûni Heinke (Julia)
- Robert Sobels (O'Dowda)
- Frans Kokshoorn (Durnford)
- Jan Verkoren (Miggs)
- Hans Hoekman (Guffy)
- Ad Noyons (Alakwe)
- Gerrie Mantel (een vrouw)
- Jan Wegter (Kermode)
- Joke van den Berg (een telefoniste)
- Celia Nufaar (Panda)
- Corry van der Linden (Mirabelle)
- Bep Westerduin (Zelia)
- Bep Versluys (Mimi)
- Ad van Kempen (Tony)
- Lex Schoorel (Aristide)
- Henk Uterwijk (Max)
- Jan Wegter (Albert)

## Inhoud
De rijke zakenman Cavan O'Dowda geeft Rex Carver de opdracht een Mercedes terug te vinden, die zijn stiefdochter ergens in het zuiden van Frankrijk is kwijtgeraakt. Zij beweert zich niks meer te herinneren van wat er gebeurde toen ze enkele dagen verdween. Carver ontdekt vrij vlug dat het niet de auto zelf is die O'Dowda terug wil; hij gebruikte zijn stiefdochter om, zonder dat zij het wist, enkele belangrijke documenten naar Frankrijk over te brengen. Andere groepen zitten al gauw achter de documenten aan, waaronder mannetjes van een Afrikaanse dictator en Interpol.